# Södra Stockholms Folkhögskola

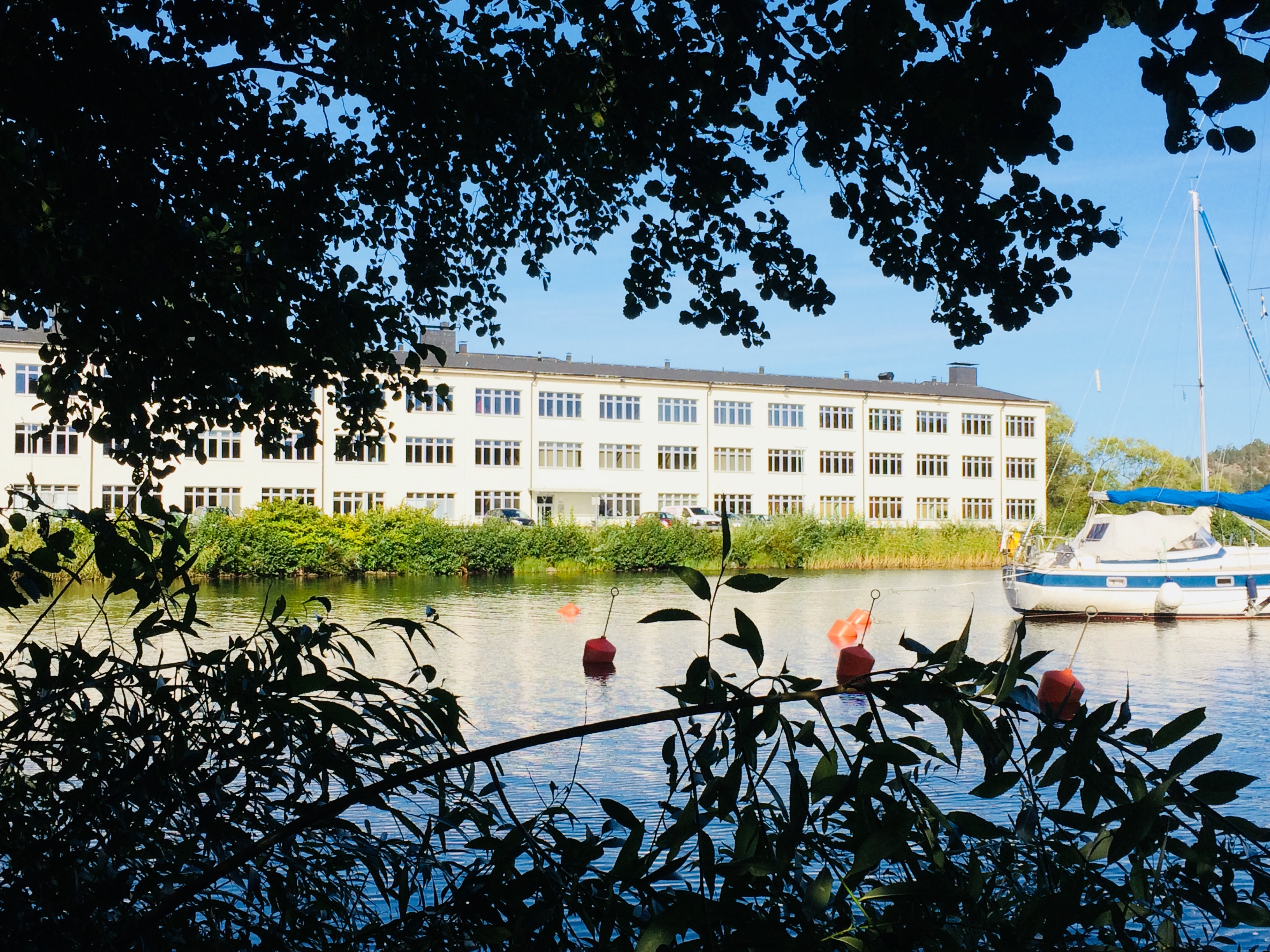
Södra Stockholms Folkhögskola i Slagsta, Botkyrka

Södra Stockholms Folkhögskola i Slagsta, Botkyrka  är en av Stiftelsen Stockholms folkhögskolas tre folkhögskolor i Stockholm. Skolan har sitt ursprung i Långbro folkhögskola och Årstagårdens folkhögskola (med rötter i St Eriks folkhögskola).
Södra Stockholms Folkhögskola har cirka 150 kursdeltagare. Folkhögskolans långa kurser är allmän kurs 1–4 år som ger möjlighet till grundläggande behörigheter för vidare studier, baskurs i svenska som andra språk 1–2 år för den som behöver studera mer svenska som andraspråk på grundskolenivå. Projektverkstan är en "verkstad" för den som har en projektidé och vill utveckla den. Levande verkstad är en 2-årig bildpedagogisk utbildning. Lust att skapa är en 15 veckors kurs för den som vill arbeta kreativt med olika bildmässiga uttryck.